# Риашан-ду-Жакуипи
Риашан-ду-Жакуипи (порт. Riachão do Jacuípe)  —  муниципалитет в Бразилии, входит в штат Баия. Составная часть мезорегиона Северо-восток штата Баия. Входит в экономико-статистический  микрорегион Серринья. Население составляет 32 425 человек на 2007 год. Занимает площадь 1199,201 км². Плотность населения — 22,7 чел./км².

## История
Город основан в 1878 году.

## Статистика
- Валовой внутренний продукт на 2003 год составляет 52 181 346,00 реалов (данные: Бразильский институт географии и статистики).
- Валовой внутренний продукт на душу населения на 2003 год составляет 1782,39 реалов (данные: Бразильский институт географии и статистики).
- Индекс развития человеческого потенциала на 2000 год составляет 0,646 (данные: Программа развития ООН).

## География
Климат местности: полупустыня.